# ميل ونايت
ميل ونايت هو فلاح وسياسي كندي، ولد في 30 يوليو 1944. حزبياً، نشط في الرابطة التقدمية المحافظة في ألبرتا ‏. وقد انتخب عضو الجمعية التشريعية ألبرتا.